# Anne-Dorothée de Saxe-Weimar
La duchesse Anne Dorothée de Saxe-Weimar (12 novembre 1657 - 24 juin 1704) règne comme princesse-abbesse de Quedlinbourg, de 1684 jusqu'à sa mort.

## Biographie
Né à Weimar, la duchesse Anne Dorothée est la fille de Jean-Ernest II de Saxe-Weimar, et Christine-Élisabeth de Schleswig-Holstein-Sonderbourg-Franzhagen.
Son père décide qu'elle devrait poursuivre une carrière ecclésiastique, quand elle est encore une enfant. De 1681 à 1684, Anna Dorothée est prévôt de l'Abbaye de Quedlinbourg. À la mort de la princesse-abbesse Anne Sophie II de Hesse, Anne Dorothée est choisie pour lui succéder, mais non sans difficultés, ce qui rend nécessaire l'intervention de Jean-Georges III de Saxe, tuteur de l'abbaye-principauté. L'Électeur consent à son élection le 4 septembre 1684 et Léopold Ier de Habsbourg la confirme le 29 janvier 1685.
En 1698, Auguste II, qui a accédé à l'Électorat de Saxe, en 1694, est élu Roi de Pologne en 1697. L'élection lui a coûté une fortune et il a besoin d'argent. Il décide de vendre ses droits de tutelle de l'abbaye-principauté à Frédéric Ier de Prusse. Le changement n'est pas bien accueilli par les citoyens de Quedlinbourg, et par la princesse-abbesse, car cela diminue sa puissance et cause de nombreuses pertes de biens pour l'abbaye-principauté. La princesse-abbesse, proteste contre la vente et refuse de reconnaître l'Électeur de Brandebourg comme nouveau tuteur de l'abbaye-principauté, jusqu'à ce qu'une occupation militaire, la même année, la force à le faire. Comme beaucoup de ses prédécesseurs, elle entre souvent en conflit avec le Conseil de la Ville de Quedlinbourg et son tuteur.
Anne Dorothée, qui souffre d'une mauvaise santé en 1703, va se soigner à Karlovy Vary, mais sans succès. Elle meurt l'année suivante. Elle est enterrée à Weimar.